# 陸鬣蜥
陸鬣蜥（Conolophus）是美洲鬣蜥科（Iguanidae）中的一個屬，由於屬內的歧異度高，因此下含的物種數量仍具爭議，普遍的觀點認為有以下三物種：
- 巴靈頓陸鬣蜥 Conolophus pallidus
- 加拉巴哥陸鬣蜥 Conolophus subcristatus
- 加拉帕戈斯粉紅陸鬣蜥 Conolophus marthae [1]

## 保育狀況
本属所有种均被列為《瀕危野生動植物種國際貿易公約》附錄二的物種，被限制出口及貿易。